# Fonfuka
Fonfuka est une commune du Cameroun située dans la région du Nord-Ouest et le département du Boyo.

## Géographie
La commune de Fonfuka se situe dans la plaine au nord du département de Boyo dans l'arrondissement de Bum,. La rivière Kimbi, principal affluent de la rivière Katsina au Nigéria, coule depuis les villages de Noni, passe par Kitchowi, Ngunakimbi, Fonfuka et Mbuk avant de rejoindre Kimbi.
Les rivières Kichimi et Mbuk coulent près de Fonfuka.

## Climat
Le climat de Fonfuka est de type tropical équatorial. Ce climat est caractérisé par deux saisons distinctes : une saison sèche et une saison des pluies. Durant la saison sèche d’octobre à mars, les températures sont plus élevées. La saison des pluies s’étend de mars à octobre avec une période de pluie intense entre juillet et août. Durant la saison des pluies les températures sont plus basses.
Pendant les mois de décembre et janvier, l’air est plus sec et froid en début de matinée et en fin de journée alors que les après-midi sont extrêmement chauds. Cette période est appelée « harmattan ».

## Population
Lors du recensement de 1987, sont dénombrés 5 145 habitants.  
En 2011, le Plan communal de développement de la commune de Fonfuka (CDP) réalise un recensement des populations des villages de l’arrondissement de Fonfuka. Les chiffres sont fournis par les villageois lors d'assemblées participatives de villages. À cette date, la commune de Fonfuka recense 12 000 habitants : 3 000 hommes, 4 000 femmes, 1 500 adolescents et 3 500 enfants.

## Dialecte local
À Fonfuka, certains villageois parlent le bum, une langue bantoïde des Grassfields.

## Structure administrative de la commune
L'arrondissement de Fonfuka est composé de seize villages, évalués à 27 550 habitants, dont :
- Buabua
- Fonfuka
- Kichako
- Kimbi
- Kitchowi
- Konene
- Laka-Bum
- Mbanlu
- Mbuk
- Mungong
- Ngonavisi
- Ngunabum
- Ngunakimbi
- Saff
- Sawi
- Yunghachim[7]

## Commerce et marchés
Une fois par semaine, un marché se tient à Fonfuka. Il alterne avec ceux de Kimbi, Subum et Konene. Les commerçants viennent des chefs-lieux voisins tels que Mesaje, Nkambe et Fundong. Les marchés vendent des denrées alimentaires, (viande, huile de palmier, sel, riz, bière et poisson), du bétail (porcins, chèvres et poulets) et des articles de première nécessité (robes d'occasion, chaussures, pots, seaux). 
Les petits producteurs transportent leurs produits au marché soit à pied, soit grâce aux chevaux ou aux ânes. Les chargements sont tassés, parfois des passagers s'assoient dessus. Pendant la saison sèche, la route est praticable mais lors de la saison des pluies, la route devient boueuse, l'eau courante créant de nombreux canaux et nids-de-poule sur la route. Ces mauvaises conditions de transport endommagent les fruits et légumes avant qu'ils arrivent sur le marché. Finalement, les cultures proposées sur le marché sont abîmées et en quantité limitée, les efforts sont gaspillés, la qualité de vie est affectée négativement.

## Agriculture
L’agriculture est une des activités économiques structurantes de l’arrondissement de Fonfuka. Plus de 95 % des villageois sont impliqués dans l’agriculture. Les cultures vivrières sont cultivées loin des lieux de vie alors que les cultures commerciales sont situées près des lieux d’habitation. Les cultures commerciales sont gérées par les hommes et se composent principalement de café, de bananes plantain, ainsi que de palmiers pour la production de vin de palme et d’huile de palme. Ce sont surtout les femmes qui s’occupent des cultures vivrières. Les cultures incluent généralement pommes de terre, haricots, ignames de coco, maïs, arachide, soja.
Les terres agricoles se trouvent surtout dans les plaines fertiles, comme à Buabua et Subum. Les pâturages se trouvent principalement dans les coteaux, à Saff, Sawi et Laka-Bum. Des conflits villageois naissent de problèmes entre agriculteurs et éleveurs : soit le brouteur empiète sur les terres cultivées, soit l'agriculteur empiète sur les pâturages.

## Services

### Système éducatif
Dans l'arrondissement de Fonfuka, les écoles sont confrontées à de nombreux problèmes : personnel insuffisant, bâtiments inadéquats et insuffisants, bancs insuffisants, insuffisance et parfois absence d'installations de base comme l'eau, les toilettes, les terrains de jeux, l'électricité et le matériel pédagogique.
Le village de Fonfuka comprend sept écoles primaires :
- G.BPS Fonfuka pour 193 élèves et 4 enseignants ;
- G.S Njinijuo pour 183 élèves et 3 enseignants ;
- GBNS Fonfuka pour 50 élèves et 2 enseignants ;
- G.S Fonfuka pour 397 élèves et 5 enseignants ;
- G.S Mulung pour 270 élèves et 6 enseignants ;
- C.S Fonfuka pour 76 élèves et 4 enseignants ;
- CNS Fonfuka pour 39 élèves et 2 enseignants.

Le GHS Fonfuka (enseignement secondaire) emploie 24 personnes pour 714 élèves.

### Système de santé
L'arrondissement de Fonfuka dispose de trois établissements de santé : le centre de santé médicalisé de Fonfuka de 15 lits, le centre de santé intégré de Buabua de 12 lits et le centre de santé intégré de Konene de 9 lits. Ces centres de santé sont mal équipés et en sous-effectif. En raison de l'emplacement des centres de santé et du réseau routier limité, les personnes doivent parcourir de très longues distances afin d'être soignées.  
Les principales maladies traitées dans l'arrondissement incluent : paludisme, SIDA, onchocercose, pneumonie, ascaris, dysenterie amibienne, trichonomiase, infection fongique (levure), syphilis. Le paludisme reste une maladie endémique dans la zone de Fonfuka.

### Culture, sport
Fonfuka ne dispose pas de salle communautaire. Dans l'arrondissement, seules les communes de Buabua, Kimbi et Mbuk en sont pourvues.

### Réseau routier
Une route rurale passe au centre de Fonfuka ; elle vient de Kimbi et va jusqu'à la zone du conseil de Misaje. Les autres routes sont des sentiers pédestres, dont certains peuvent être empruntés à vélo, en particulier pendant la saison sèche et d'autres qui ne sont accessibles qu'à pied. L'accessibilité dans la zone communale reste un défi majeur de développement.

### Accès à l'eau et à l'électricité
Dans la commune de Fonfuka, il y a un accès à l’eau potable, l'un des rares points d'eau avec Buabua et Konene. 
La zone du Conseil de Fonfuka n'est pas électrifiée. Les villageois utilisent des générateurs, des lampes à pétrole, des lampes rechargeables ou du bois.

### Banque
Fonfuka est le seul village de l'arrondissement avec Kimbi à bénéficier d’institutions financières (Jordan Bank et Fonfuka Credit Union). Ces institutions fournissent à la population des services comme : comptes bancaires, prêts, transfert d’argent.